# 愛知県道221号岩崎名古屋線

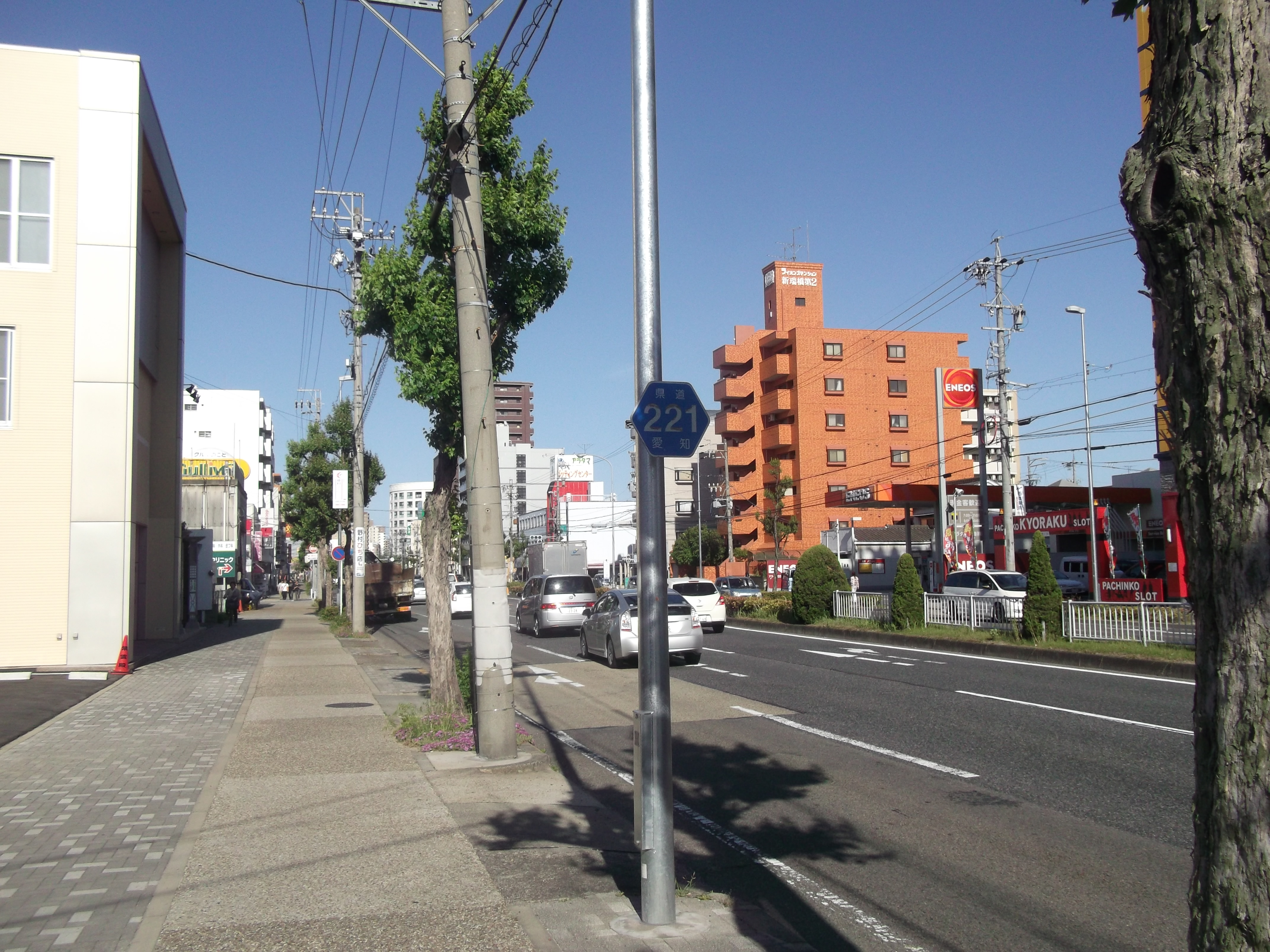
名古屋市瑞穂区（2014年5月）

愛知県道221号岩崎名古屋線（あいちけんどう221ごう いわさきなごやせん）は、愛知県日進市から名古屋市瑞穂区に至る一般県道である。

## 概要

### 路線データ
- 起点：愛知県日進市岩崎町（愛知県道57号瀬戸大府東海線岩崎交差点）
- 終点：愛知県名古屋市瑞穂区内浜町（国道1号内浜交差点）

## 沿革
- 1959年12月15日：認定

## 別名
- 平針街道（名古屋市瑞穂区、天白区）
- 弥富通（名古屋市瑞穂区、天白区）
- 妙音通（名古屋市瑞穂区）

## 地理

### 通過する自治体
- 愛知県
  - 日進市
  - 名古屋市（天白区 - 瑞穂区）

### 交差する道路
日進市
- 愛知県道57号瀬戸大府東海線（岩崎交差点）
- 愛知県道219号浅田名古屋線（梅森上松交差点）
- 国道153号（豊田西バイパス）（梅森西交差点）

名古屋市
- 愛知県道56号名古屋岡崎線（平針街道）（平針駅南交差点 - 平針西口交差点間で重複）
- 国道302号（名古屋環状2号線）（原一丁目交差点）
- 愛知県道58号名古屋豊田線（飯田街道）（平針西口交差点）
- 愛知県道220号阿野名古屋線（島田東交差点 - 新島田橋西交差点間で重複）
- 愛知県道59号名古屋中環状線（島田交差点）
- 愛知県道30号関田名古屋線（弥富通3交差点）
- 名古屋市道名古屋環状線（新瑞橋交差点）
- 名古屋市道堀田高岳線（空港線）（地下鉄堀田交差点）
- 国道1号（内浜交差点）

## 沿線

### 日進市
- 岩崎城址公園
- MEGAドン・キホーテUNY香久山店

### 名古屋市天白区
- ピアゴ平針店
- 名古屋市営地下鉄鶴舞線 平針駅
- 名古屋記念病院
- 名古屋市立天白中学校
- 天白区役所

### 名古屋市瑞穂区
- 愛知県立昭和高等学校
- フジパン本社
- 名古屋市営地下鉄名城線・桜通線 新瑞橋駅
- ピアゴアラタマ店
- イオンモール新瑞橋[1]
- 名古屋市営地下鉄名城線 妙音通駅
- ブラザー工業本社・瑞穂工場
- 名古屋市営地下鉄名城線 堀田駅